# KOI-7923.01

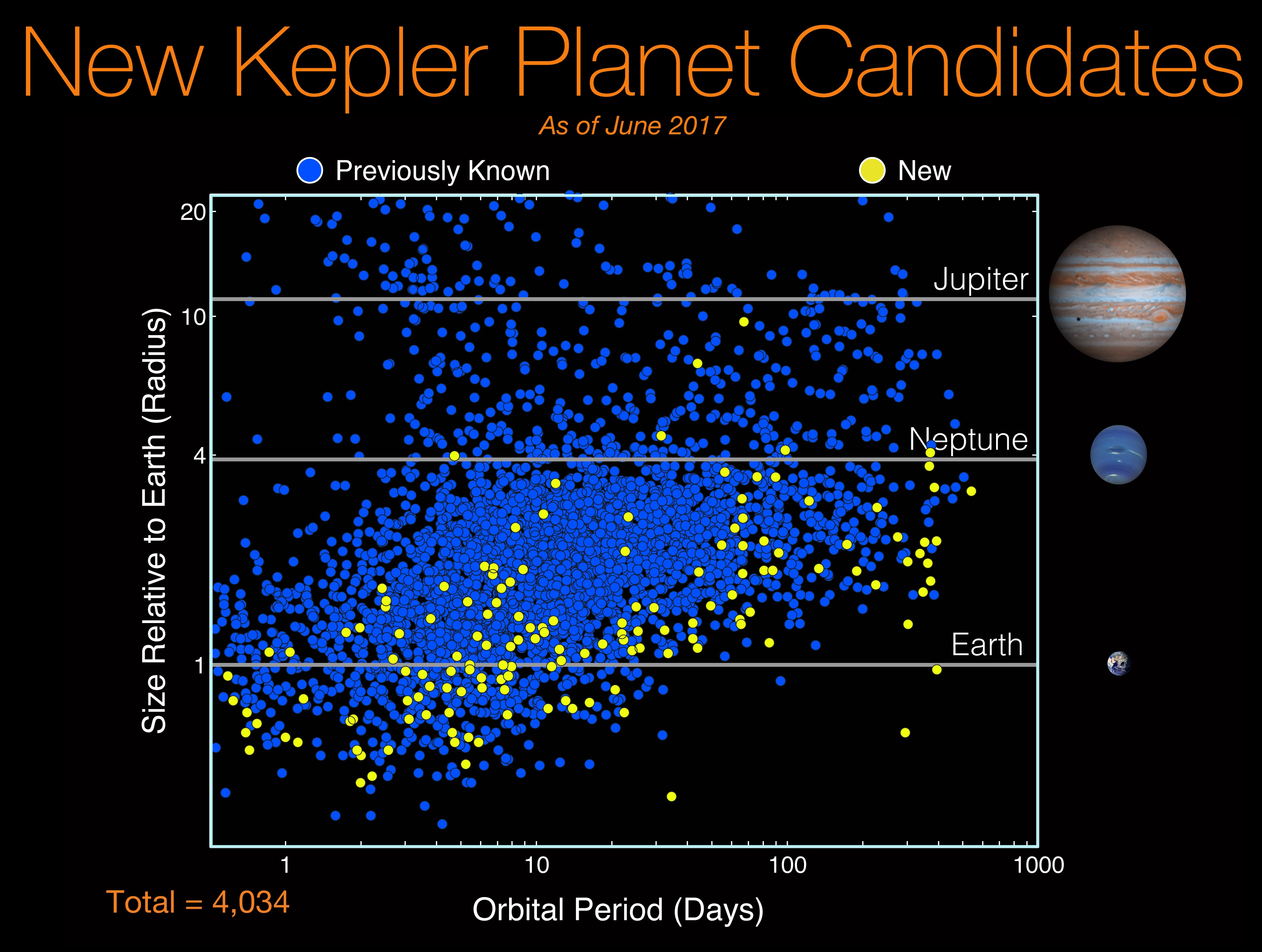
新克卜勒行星候選天體

KOI-7923.01是一顆被認為位於母恆星KIC 9084569適居帶的太陽系外行星候選天體，在天球上位於天鵝座。該行星由克卜勒太空望遠鏡發現於2017年。

## 概要
如果KOI-7923.01被確認存在，它的軌道週期為395日、半徑為地球的97%，表面溫度大約與地球的極地區域相當。
2017年，天文學家認為KOI-7923.01是值得人類未來殖民其他星球的潛在目標。